# P/2016 BA14 (PANSTARRS)
P/2016 BA14 (PANSTARRS) — одна з короткоперіодичних комет сім'ї Юпітера. Ця комета була відкрита 22 січня 2016 року; як об'єкт 19.6m. Спочатку вважалася астероїдом, поки не проявила свій кометний характер. Була зафіксована на зображеннях, що передували відкриттю починаючи з 1 грудня 2015 року.

## Наукові відкриття
Вчені за допомогою радара англ. Goldstone Solar System Radar провели спостереження комети під час її зближення з Землею 22 березня 2016 року на відстані 0.0237 а.о. Радіолокаційні зображення з обльоту показують, що комета має діаметр близько 1 км. Спостереження за допомогою інфрачервоного телескопа НАСА показують, що комета відбиває менше 3 відсотків сонячного світла, що падає на її поверхню. Цей об'єкт має дуже подібні орбітальні характеристики з кометою 252P/LINEAR і мабуть вони є фрагментами зруйнованої більшої комети.